# Dichromodes angasi
Dichromodes angasi là một loài bướm đêm trong họ Geometridae.